# Louis Jaurès (1898-1918)
Pour les articles homonymes, voir Louis Jaurès.
Louis Jaurès (né le 27 août 1898, est un militaire français mort au front durant la Première Guerre mondiale le 3 juin 1918) 
Il est le fils cadet de Jean Jaurès.

## Biographie
Louis Paul Jaurès nait le 27 août 1898 à Nontron, en Dordogne, commune où son grand -père maternel exerçait en tant que sous–préfet.
Il passe une partie de sa jeunesse à Albi et de ses vacances au domaine de Bessoulet, dont les Jaurès jouissent depuis leur mariage et qui appartient alors à Philippine Gisclard la mère de Louise Jaurès.
Âgé d'alors seulement seize ans, son père, le député Jean Jaurès, est assassiné à la veille de la Première Guerre mondiale.
Élève assidu d'abord à Paris, puis au lycée de Castres, où il obtient de prix de version latine, il parvient à obtenir de sa mère l'autorisation de devancer de deux ans la date de son incorporation après avoir passé avec succès, toujours sur l'insistance de sa mère, la seconde partie du baccalauréat à Toulouse.
À dix-sept ans, il est incorporé au 7e régiment de dragons.
Il rejoint les rangs de l'armée « pour défendre la patrie en danger... Quand on a l'honneur d'être le fils de Jean Jaurès, on doit donner l'exemple », écrivait-il.
Affecté au 10e bataillon de chasseurs à pied, l'aspirant Jaurès est blessé sur le plateau de Chaudun (Aisne) le 3 juin 1918 en faisant face à une patrouille allemande pour couvrir la retraite de ses compagnons et meurt Pernant.
Son nom est inscrit de puis 1922 au monument aux morts de Villefranche-d'Albigeois.
Ni son corps, ni sa plaque militaire n'ont jamais été retrouvés.
Il est tout de même déclaré « mort pour la France », figure au tableau d'honneur de la Grande Guerre sous le prénom de Paul (son deuxième prénom).
Une stèle lui est consacrée, surmontée du buste de son père, qui est inaugurée le 15 novembre 1936 à Chaudun avec un discours du président du Conseil Léon Blum.

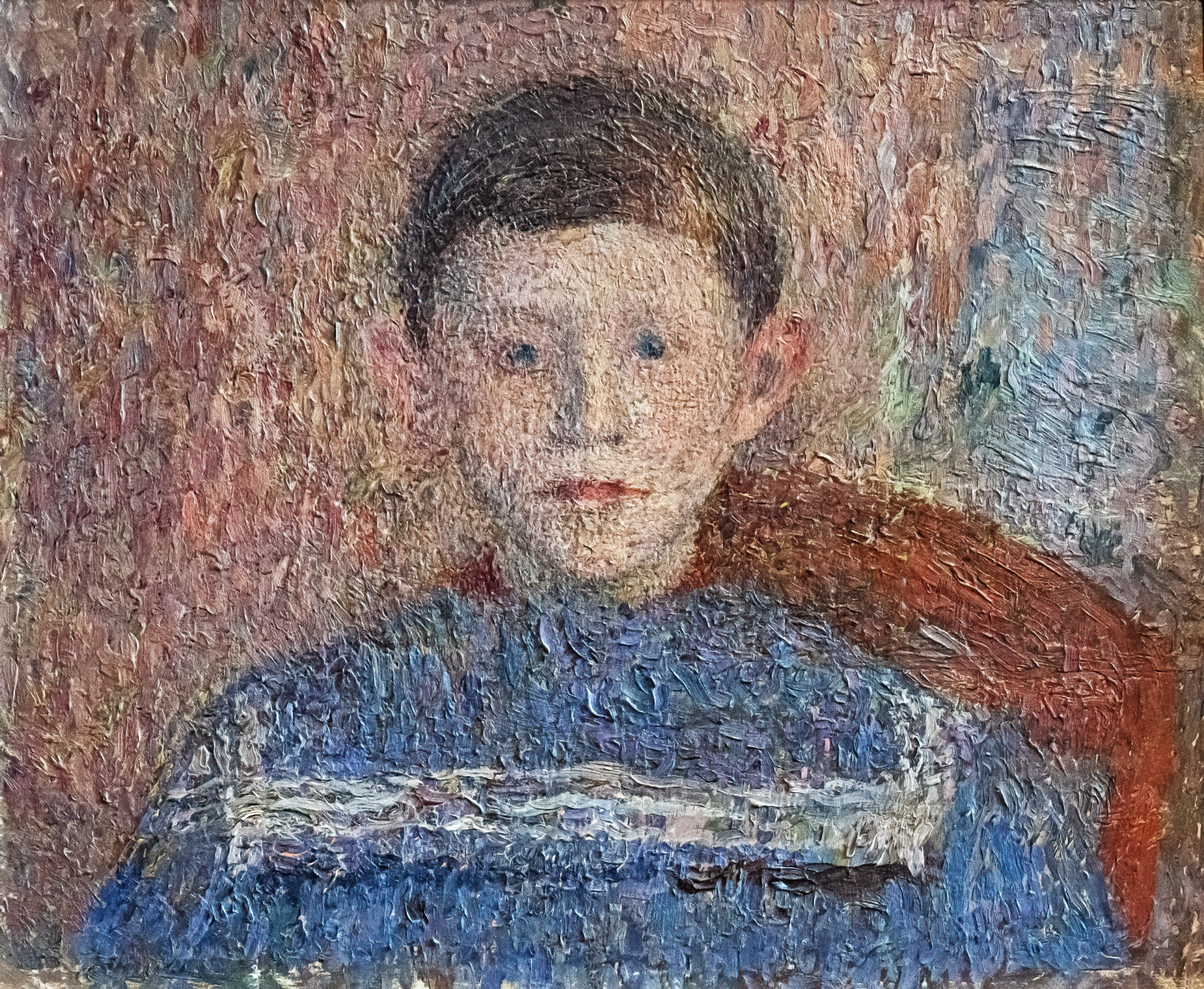
Louis Jaurès par Henri Martin  (1905).
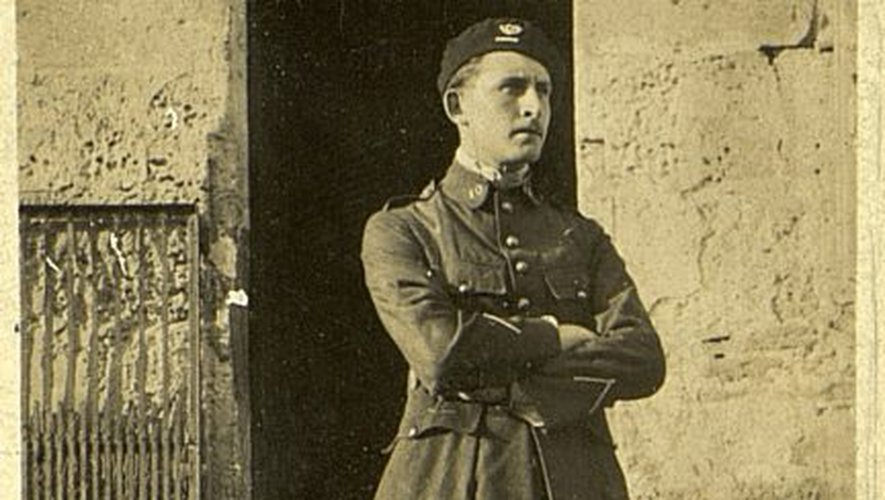
Louis Jaurès, en uniforme.